# Tedjärvi
Tedjärvi (en carélien : Kedrojärvi, en finnois : Tedjärvi, en russe : Ке́дрозеро, Kedrozero) est une municipalité rurale du raïon de Kontupohja en république de Carélie.

## Géographie
L'agglomération de Tedjärvi est situé près du lac Tedjärvi à l'ouest de la baie Lismanlahti du  lac Onega, à 30 kilomètres au nord-est de Kontupohja.
La municipalité de Tedjärvi a une superficie de 908,8 km2.
Tedjärvi est bordée à l'est par Suurlahti du raïon de  Karhumäki, au sud par Novinka du raïon de Kontupohja, au sud-ouest par Kontupohja et Kentjärvi, à l'ouest par Hirvas et au nord par Käppäselkä.
Le territoire de Tedjärvi appartient à la zone d'eskers d'Äänisniemi.
Son paysage se caractérise par des eskers longs et étroits ainsi que par des lacs étroits et les baies du lac Ääninen.
Tedjärvi est traversé par les rivières Lismajoki (Ližma), Tšebinka, Tšontšupa, Sjargeža et Vikšretška.
Ses lacs principaux sont le lac Ääninen, le  et le Tedjärvi (Kedrozero) ja Tarasmozero.

## Démographie
Recensements (*) ou estimations de la population
| 2009 | 2010 | 2013 | - |
| ---- | ---- | ---- | - |
| 457  | 332  | 302  | - |